# Clube Concórdia
O Clube Concórdia foi um clube social e cultural com sede no bairro São Francisco, na cidade paranaense de Curitiba, Brasil.
Em 29 de junho de 2012, o Concòrdia foi incorporado ao patrimônio do Clube Curitibano.

## História
Fundado em 4 de abril de 1869 por imigrantes alemães como "Gesangverein Germânia", com o objetivo de cultivar o canto, a música vocal de leitura, os lieds e uma caixa de socorros a sócios indigentes e enfermos. Suas reuniões ocorriam no “Palácio de Crystal”, na parte superior da ferraria de Augusto Schutze, na Rua Lustoza (atual Inácio Lustoza).
Em 1° de julho de 1873, alguns jovens alemães fundaram a "Gesangverein Concórdia" para cultivar o canto coral masculino.
Em 4 de julho de 1884, os membros dos dois centros culturais decidiram-se pela fusão das associações, criando o "Verein Deutscher Saengerbunde" (Liga Alemã de Cantores, em uma tradução próxima), e em 1885, uma terceira associação alemão aderiu, a "Gesangverein Frohsin". O clube só passou a admitir sócios que não dominavam o idioma alemão após 1915.
Em 1884 o clube alugou uma propriedade no Alto do São Francisco e em 1885 passou para uma propriedade maior. Neste mesmo ano adquiriu o terreno e no dia 1° de agosto de 1886, lançou a pedra fundamental do prédio que ocupa até hoje, na Rua Carlos Cavalcanti, inaugurado em 26 de agosto de 1887, ainda inacabado. Este prédio recebeu luz elétrica em 1901 e foi ampliado no inicio da década de 1920.
Em 1938, o regime do Estado Novo decretou mudança na estrutura das sociedades com denominação estrangeira, então o "Verein Deutcher Saegerbund" passou a se chamar "Club Concórdia". Por ordem do governo, foram afastados da direção os sócios “não brasileiros” e substituídos por uma junta governativa. Em 1942 foram proibidas as reuniões sociais de entidades italianas e germânicas. Após o clube ser chamado de “Casa Olavo Bilac”, ser entregue à Cruz Vermelha, ao Clube Atlético Paranaense e abrigar a Liga Nacional, foi devolvido aos associados no final de 1945 por um decreto do Interventor Manoel Ribas.
O clube foi palco de grandes concertos, apresentações de peças teatrais e cinema, reuniões sociais, bailes, salões de arte, como o "Salão da Primavera do Clube Concórdia"(um dos mais importantes salões de arte do sul do país) e, em 1961, lançou a primeira festa da Cerveja do Brasil, ideia essa que se espalhou pelo país. Outra festa tradicional, sempre presente no calendário do clube, é a Festa da Matança (Schlachtfest), atualmente com nova denominação; Festa da Colheita (Bauernball).

### Fusão
Em junho de 2012 foi oficializada a fusão do Concórdia com o Clube Curitibano, outro clube social da capital paranaense. Todos os bens e associados pertencente ao clube de origem germânica, foram incorporado ao Curitibano, numa tentativa de preservar seu patrimônio físico e cultural.

## Folclore germânico
Em 1961, foi criado o grupo folclórico e desde então, tem o objetivo de manter a cultura e a tradição germânica viva através de pesquisas, divulgações e apresentações culturais de danças, com grupos adultos e infantis, e o coral Collegium Cantorum.

## Prédio histórico
A sede do clube é um dos prédios históricos da capital paranaense. Sua inauguração ocorreu em 26 de agosto de 1887, em linhas ecléticas, caracterizada pela simetria, grandiosidade e riqueza decorativa e numa mistura de vários estilos, destacando-se a sua fachada, em ecletismo francês, com seus frisos sóbrios.

### Os salões
A sede possui várias salas e salões, e para homenagear talentosos alemães, cada uma possui um nome famoso da cultura alemã.
- Espaço Johan Sebastian Bach
- Sala Antonio Carlos Gomes
- Sala Franz Joseph Haydn
- Sala Johannes Brahms
- Sala Ludwig Van Beethoven
- Sala Wagner
- Salão Franz Schubert
- Salão Johan Strauss II
- Salão Wolfgang Amadeus Mozart